# Gregory Bittman
Gregory John Matthew Bittman (Hamilton, 5 de março de 1961) é um ministro canadense e bispo católico romano de Nelson.
Gregory Bittman foi ordenado sacerdote em 15 de agosto de 1996.
Papa Bento XVI nomeou-o Bispo Auxiliar de Edmonton e Bispo Titular de Caltadria em 14 de julho de 2012. A consagração episcopal doou-lhe o Arcebispo de Edmonton, Richard William Smith, em 3 de setembro do mesmo ano; Os co-consagradores foram o cardeal Thomas Collins, arcebispo de Toronto, e Joseph Neil MacNeil, arcebispo sênior de Edmonton.
O Papa Francisco o nomeou Bispo de Nelson em 13 de fevereiro de 2018. A posse ocorreu em 25 de abril do mesmo ano.